# Cannonball River
Cannonball River är en ca 215 km lång biflod till Missourifloden. Den är i sin helhet belägen inom delstaten North Dakota. med början i det s.k. badlands norr om Amidon. Det viktigaste biflödet heter Cedar Creek. Cannonball River når Missouri via den konstgjorda och mycket omdebatterade sjön Lake Oahe.